# Castillo de Kumna
El castillo de Kumna (en alemán: Gutshaus Kumna; en estonio: Kumna mõis) es un pequeño castillo neoclásico situado en el norte de Estonia en la villa de Kumna que pertenece a la comuna de Harku (región de Harju, antiguamente «distrito de Harrien»).

## Historia

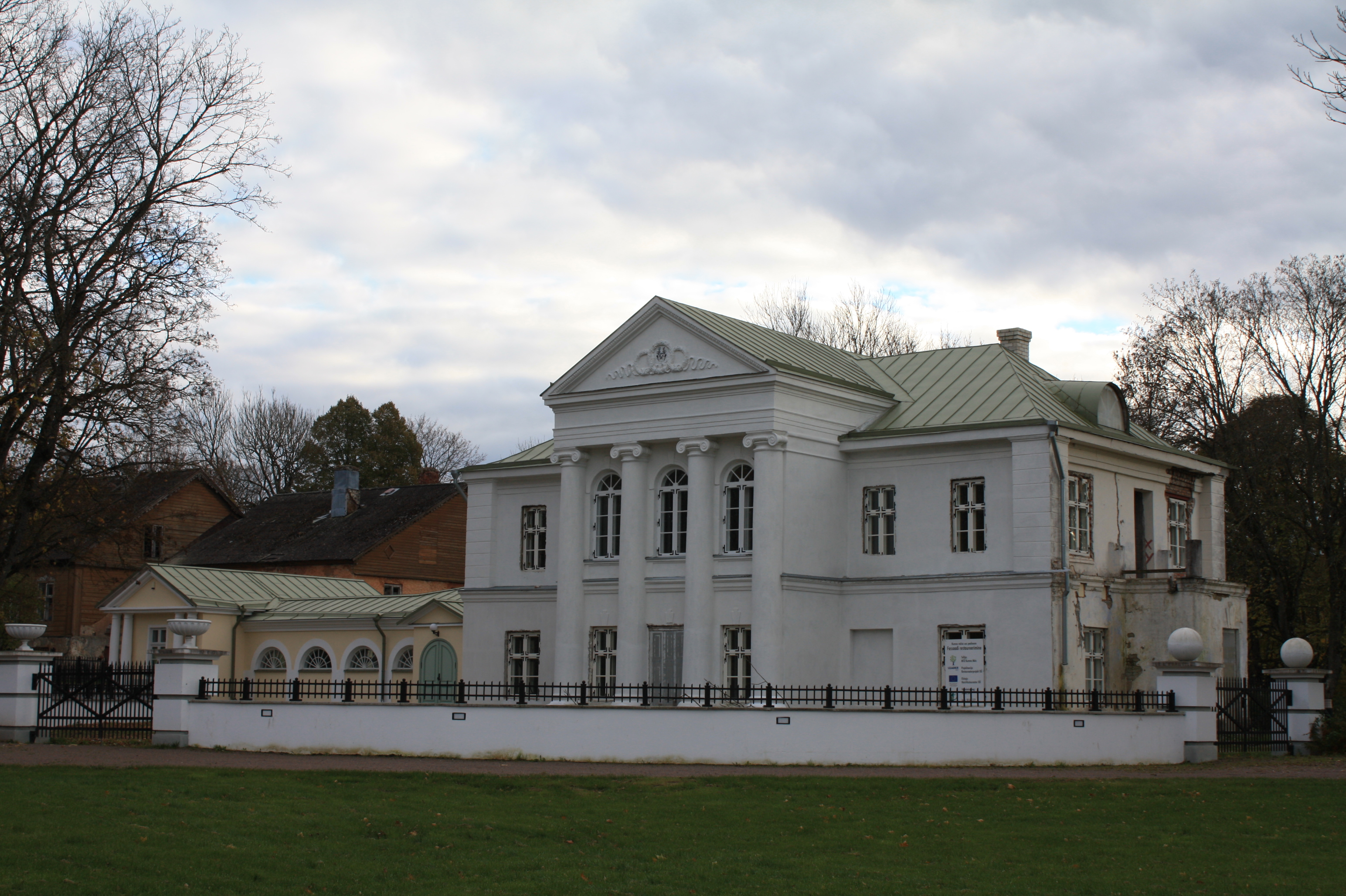
Vista del nuevo castillo de Kumna.

El dominio fue fundado en torno a 1620 en un territorio que pertenecía a la parroquia de Kegel y su primer señor fue Johann Knopius. Pasó después a la familia von Lübken, después a la familia von Kosküll y finalmente en 1893 a la familia von Meyendorff quien la habitó hasta 1919, fecha en la que los bienes de la nobleza terrateniente fueron nacionalizados. 
La mansión rústica de madera del siglo XVIII, que se parece a una gran casa de campo, existe todavía. Fue remodelada hacia 1820 con adiciones neoclásicas y decoraciones de madera tallada alrededor de las ventanas. Un pequeño vestíbulo que sobresale se halla en medio de la fachada.
A principios del siglo XX, los Meyendorff construyeron al norte de la mansión de madera, un nuevo pequeño castillo de una planta de estilo neoclásico, llamado en su época estilo Imperio en Rusia. Está adornado con un pórtico jónico de cuatro columnas en medio de la fachada sosteniendo un frontón griego y está enlazado con la antigua mansión por una galería baja. El castillo está rodeado por un parque que está protegido en la actualidad.
El castillo, recientemente privatizado, está en curso de restauración.